# Maja Oesova
Maja Valentinovna Oesova (Russisch: Майя Валентиновна Усова; Gorki, 22 mei 1964) is een Russisch voormalig kunstschaatsster die uitkwam bij het ijsdansen. Ze nam met haar toenmalige echtgenoot Aleksandr Zjoelin deel aan twee edities van de Olympische Winterspelen: Albertville 1992 en Lillehammer 1994. Het ijsdanspaar won er respectievelijk brons en zilver.

## Biografie
Maja Oesova en Aleksandr Zjoelin gingen in 1980 met elkaar schaatsen en huwden in 1986. Het paar won in 1989 hun eerste medailles bij de wereldkampioenschappen en Europese kampioenschappen. Hun enige wereld- en Europese titels volgden in 1993. Ze namen twee keer deel aan de Olympische Winterspelen. Het ijsdanspaar veroverde olympisch brons in 1992 en zilver in 1994.
Van 1994 tot 1997 schaatsten Oesova en Zjoelin professioneel, waarna Oesova met kunstschaatser Jevgeni Platov haar carrière voortzette. Later werd ze kunstschaatscoach. Met haar tweede echtgenoot kreeg Oesova in 2010 een dochter.

## Belangrijke resultaten
1980-1994 met Aleksandr Zjoelin (tot 1992 voor de Sovjet-Unie uitkomend, daarna voor Rusland)
| Kampioenschap           | 83/84  | 84/85 | 85/86 | 86/87 | 87/88 | 88/89  | 89/90  | 90/91 | 91/92  | 92/93 | 93/94  |
| ----------------------- | ------ | ----- | ----- | ----- | ----- | ------ | ------ | ----- | ------ | ----- | ------ |
| Olympische Spelen       |        |       |       |       |       |        |        |       | Brons  |       | Zilver |
| Wereldkampioenschap     |        |       |       |       |       | Zilver | Brons  | Brons | Zilver | Goud  |        |
| Europees kampioenschap  |        |       |       |       | 4e    | Zilver | Zilver | Brons | Zilver | Goud  | Brons  |
| Nationaal kampioenschap | Zilver | 5e    | Brons | Brons | Brons | Brons  | Zilver | Goud  |        |       |        |